# Final de la Liga Europa de la UEFA 2021-22
La Final de la Liga Europa de la UEFA 2021-22, se disputó el día 18 de mayo de 2022 en el estadio Ramón Sánchez-Pizjuán de Sevilla, España.

## Finalistas
En  negrita, las finales ganadas.
| Equipos             | Finales jugadas anteriormente | Finales jugadas anteriormente |
| ------------------- | ----------------------------- | ----------------------------- |
| Eintracht Frankfurt | 1 (1)                         | 1979-80.                      |
| Rangers             | 1 (0)                         | 2007-08.                      |

## Sede de la Final
El 28 de septiembre de 2018, la UEFA lanzó un proceso de licitación abierto para seleccionar las sedes de las finales de la UEFA Champions League, UEFA Europa League y UEFA Women's Champions League de 2021. Las asociaciones tenían hasta el 26 de octubre de 2018 para expresar su interés, y los expedientes de la oferta debían presentarse antes del 15 de febrero de 2019.
La UEFA anunció el 1 de noviembre de 2018 que tres asociaciones habían expresado su interés en albergar la final de la UEFA Europa League 2021, y el 22 de febrero de 2019, que dos asociaciones presentaron sus expedientes antes de la fecha límite: Georgia, que postuló el Boris Paichadze Dinamo Arena de Tiflis, y España, que postuló al Estadio Ramón Sánchez-Pizjuán de Sevilla.
El Estadio Ramón Sánchez Pizjuán fue seleccionado como sede de la final de 2021 por el Comité Ejecutivo de la UEFA durante su reunión en Liubliana, Eslovenia, el 24 de septiembre de 2019.
En 2020, la UEFA anunció que este recinto albergaría la final de 2022, debido a que la pandemia del Covid-19 obligó a reubicar la final de la edición 2019-20 de la competición y, consecuentemente, a aplazar todas las finales un año para respetar los derechos de organización previamente adjudicados.
| España                 |                               |                               |                               |
| Ciudad                 | Estadio                       |                               |                               |
| Sevilla                | Estadio Ramón Sánchez-Pizjuán | Estadio Ramón Sánchez-Pizjuán | Estadio Ramón Sánchez-Pizjuán |
|                        |                               |                               |                               |
| 43 883 espectadores    |                               |                               |                               |
| Final Liga Europa 2022 |                               |                               |                               |

## Partidos de clasificación para la Final
| Grupo D             | Pts. | PJ | PG | PE | PP | GF | GC | Dif |
| ------------------- | ---- | -- | -- | -- | -- | -- | -- | --- |
| Eintracht Fráncfort | 12   | 6  | 3  | 3  | 0  | 10 | 6  | 4   |
| Olympiakos          | 9    | 6  | 3  | 0  | 3  | 8  | 7  | 1   |
| Fenerbahçe          | 6    | 6  | 1  | 3  | 2  | 7  | 8  | -1  |
| Antwerp             | 5    | 6  | 1  | 2  | 3  | 6  | 10 | -4  |

| Grupo A        | Pts. | PJ | PG | PE | PP | GF | GC | Dif |
| -------------- | ---- | -- | -- | -- | -- | -- | -- | --- |
| Olympique Lyon | 16   | 6  | 5  | 1  | 0  | 16 | 5  | 11  |
| Rangers        | 8    | 6  | 2  | 2  | 2  | 6  | 5  | 1   |
| Sparta Praga   | 7    | 6  | 2  | 1  | 3  | 6  | 9  | -3  |
| Brøndby        | 2    | 6  | 0  | 2  | 4  | 2  | 11 | -9  |

## Partido

### Ficha
| 1     | POR   | Kevin Trapp      |      |
| 35    | DEF   | Tuta             | 58'  |
| 18    | DEF   | Almamy Touré     |      |
| 2     | DEF   | Evan N'Dicka     | 100' |
| 36    | MED   | Ansgar Knauff    |      |
| 8     | MED   | Djibril Sow      | 106' |
| 17    | MED   | Sebastian Rode   | 90'  |
| 10    | MED   | Filip Kostić     |      |
| 29    | MED   | Jesper Lindstrøm | 70'  |
| 15    | MED   | Daichi Kamada    |      |
| 19    | DEL   | Rafael Borré     |      |
| D. T. | D. T. | Oliver Glasner   |      |

| 1     | POR   | Allan McGregor           |      |
| 2     | DEF   | James Tavernier          |      |
| 6     | DEF   | Connor Goldson           |      |
| 3     | DEF   | Calvin Bassey            |      |
| 31    | DEF   | Borna Barišić            | 117' |
| 8     | MED   | Ryan Jack                | 74'  |
| 4     | MED   | John Lundstram           |      |
| 14    | MED   | Ryan Kent                |      |
| 23    | MED   | Scott Wright             | 74'  |
| 18    | MED   | Glen Kamara              | 91'  |
| 17    | DEL   | Joe Aribo                | 101' |
| D. T. | D. T. | Giovanni van Bronckhorst |      |

| 20 | MED | Makoto Hasebe     | 58'  |
| 23 | DEL | Jens Petter Hauge | 70'  |
| 6  | MED | Kristijan Jakić   | 90'  |
| 25 | DEF | Christopher Lenz  | 100' |
| 7  | MED | Ajdin Hrustic     | 106' |

| 10 | MED | Steven Davis        | 74'  |
| 30 | DEL | Fashion Sakala 117' | 74'  |
| 37 | MED | Scott Arfield       | 91'  |
| 19 | MED | James Sands         | 101' |
| 25 | DEL | Kemar Roofe         | 117' |
| 16 | MED | Aaron Ramsey        | 117' |

| 69' | Rafael Borré | 1:1 |

| 57' | Joe Aribo | 0:1 |

| Acierto de penal · Acierto de penal · Acierto de penal · Acierto de penal · Acierto de penal | Christopher Lenz Ajdin Hrustic Daichi Kamada Filip Kostić Rafael Borré | 1:1 2:2 3:3 4:3 5:4 |

| Acierto de penal · Acierto de penal · Acierto de penal · Fallo de penal · Acierto de penal | James Tavernier Steven Davis Scott Arfield Aaron Ramsey Kemar Roofe | 0:1 1:2 2:3 3:3 4:4 |

| 62' · 73' | Joe Aribo Scott Wright |

| Principal  | Slavko Vinčić   |
| Asistentes | Tomaž Klančnik  |
|            | Andraž Kovačič  |
| Cuarto     | Srđan Jovanović |

| VAR            | Pol van Boekel                 |
| Asistentes VAR | Jure Praprotnik                |
|                | Alejandro Hernández Hernández  |
|                | Roberto Díaz Pérez del Palomar |

|                    |     |     |
| Tiros              | 22  | 14  |
| Tiros a puerta     | 4   | 6   |
| Faltas             | 18  | 10  |
| Saques de esquina  | 11  | 2   |
| Fueras de juego    | 2   | 2   |
| Posesión del balón | 46% | 54% |

| Alineación inicial |

| 1     | POR   | Kevin Trapp      |      |
| 35    | DEF   | Tuta             | 58'  |
| 18    | DEF   | Almamy Touré     |      |
| 2     | DEF   | Evan N'Dicka     | 100' |
| 36    | MED   | Ansgar Knauff    |      |
| 8     | MED   | Djibril Sow      | 106' |
| 17    | MED   | Sebastian Rode   | 90'  |
| 10    | MED   | Filip Kostić     |      |
| 29    | MED   | Jesper Lindstrøm | 70'  |
| 15    | MED   | Daichi Kamada    |      |
| 19    | DEL   | Rafael Borré     |      |
| D. T. | D. T. | Oliver Glasner   |      |

| 1     | POR   | Allan McGregor           |      |
| 2     | DEF   | James Tavernier          |      |
| 6     | DEF   | Connor Goldson           |      |
| 3     | DEF   | Calvin Bassey            |      |
| 31    | DEF   | Borna Barišić            | 117' |
| 8     | MED   | Ryan Jack                | 74'  |
| 4     | MED   | John Lundstram           |      |
| 14    | MED   | Ryan Kent                |      |
| 23    | MED   | Scott Wright             | 74'  |
| 18    | MED   | Glen Kamara              | 91'  |
| 17    | DEL   | Joe Aribo                | 101' |
| D. T. | D. T. | Giovanni van Bronckhorst |      |

| 20 | MED | Makoto Hasebe     | 58'  |
| 23 | DEL | Jens Petter Hauge | 70'  |
| 6  | MED | Kristijan Jakić   | 90'  |
| 25 | DEF | Christopher Lenz  | 100' |
| 7  | MED | Ajdin Hrustic     | 106' |

| 10 | MED | Steven Davis        | 74'  |
| 30 | DEL | Fashion Sakala 117' | 74'  |
| 37 | MED | Scott Arfield       | 91'  |
| 19 | MED | James Sands         | 101' |
| 25 | DEL | Kemar Roofe         | 117' |
| 16 | MED | Aaron Ramsey        | 117' |

| 69' | Rafael Borré | 1:1 |

| 57' | Joe Aribo | 0:1 |

| Acierto de penal · Acierto de penal · Acierto de penal · Acierto de penal · Acierto de penal | Christopher Lenz Ajdin Hrustic Daichi Kamada Filip Kostić Rafael Borré | 1:1 2:2 3:3 4:3 5:4 |

| Acierto de penal · Acierto de penal · Acierto de penal · Fallo de penal · Acierto de penal | James Tavernier Steven Davis Scott Arfield Aaron Ramsey Kemar Roofe | 0:1 1:2 2:3 3:3 4:4 |

| 62' · 73' | Joe Aribo Scott Wright |

| Principal  | Slavko Vinčić   |
| Asistentes | Tomaž Klančnik  |
|            | Andraž Kovačič  |
| Cuarto     | Srđan Jovanović |

| VAR            | Pol van Boekel                 |
| Asistentes VAR | Jure Praprotnik                |
|                | Alejandro Hernández Hernández  |
|                | Roberto Díaz Pérez del Palomar |

|                    |     |     |
| Tiros              | 22  | 14  |
| Tiros a puerta     | 4   | 6   |
| Faltas             | 18  | 10  |
| Saques de esquina  | 11  | 2   |
| Fueras de juego    | 2   | 2   |
| Posesión del balón | 46% | 54% |

| Alineación inicial |

| 1     | POR   | Kevin Trapp      |      |
| 35    | DEF   | Tuta             | 58'  |
| 18    | DEF   | Almamy Touré     |      |
| 2     | DEF   | Evan N'Dicka     | 100' |
| 36    | MED   | Ansgar Knauff    |      |
| 8     | MED   | Djibril Sow      | 106' |
| 17    | MED   | Sebastian Rode   | 90'  |
| 10    | MED   | Filip Kostić     |      |
| 29    | MED   | Jesper Lindstrøm | 70'  |
| 15    | MED   | Daichi Kamada    |      |
| 19    | DEL   | Rafael Borré     |      |
| D. T. | D. T. | Oliver Glasner   |      |

| 1     | POR   | Allan McGregor           |      |
| 2     | DEF   | James Tavernier          |      |
| 6     | DEF   | Connor Goldson           |      |
| 3     | DEF   | Calvin Bassey            |      |
| 31    | DEF   | Borna Barišić            | 117' |
| 8     | MED   | Ryan Jack                | 74'  |
| 4     | MED   | John Lundstram           |      |
| 14    | MED   | Ryan Kent                |      |
| 23    | MED   | Scott Wright             | 74'  |
| 18    | MED   | Glen Kamara              | 91'  |
| 17    | DEL   | Joe Aribo                | 101' |
| D. T. | D. T. | Giovanni van Bronckhorst |      |

| 20 | MED | Makoto Hasebe     | 58'  |
| 23 | DEL | Jens Petter Hauge | 70'  |
| 6  | MED | Kristijan Jakić   | 90'  |
| 25 | DEF | Christopher Lenz  | 100' |
| 7  | MED | Ajdin Hrustic     | 106' |

| 10 | MED | Steven Davis        | 74'  |
| 30 | DEL | Fashion Sakala 117' | 74'  |
| 37 | MED | Scott Arfield       | 91'  |
| 19 | MED | James Sands         | 101' |
| 25 | DEL | Kemar Roofe         | 117' |
| 16 | MED | Aaron Ramsey        | 117' |

| 69' | Rafael Borré | 1:1 |

| 57' | Joe Aribo | 0:1 |

| Acierto de penal · Acierto de penal · Acierto de penal · Acierto de penal · Acierto de penal | Christopher Lenz Ajdin Hrustic Daichi Kamada Filip Kostić Rafael Borré | 1:1 2:2 3:3 4:3 5:4 |

| Acierto de penal · Acierto de penal · Acierto de penal · Fallo de penal · Acierto de penal | James Tavernier Steven Davis Scott Arfield Aaron Ramsey Kemar Roofe | 0:1 1:2 2:3 3:3 4:4 |

| 62' · 73' | Joe Aribo Scott Wright |

| Principal  | Slavko Vinčić   |
| Asistentes | Tomaž Klančnik  |
|            | Andraž Kovačič  |
| Cuarto     | Srđan Jovanović |

| VAR            | Pol van Boekel                 |
| Asistentes VAR | Jure Praprotnik                |
|                | Alejandro Hernández Hernández  |
|                | Roberto Díaz Pérez del Palomar |

|                    |     |     |
| Tiros              | 22  | 14  |
| Tiros a puerta     | 4   | 6   |
| Faltas             | 18  | 10  |
| Saques de esquina  | 11  | 2   |
| Fueras de juego    | 2   | 2   |
| Posesión del balón | 46% | 54% |

| Alineación inicial |

| 1     | POR   | Kevin Trapp      |      |
| 35    | DEF   | Tuta             | 58'  |
| 18    | DEF   | Almamy Touré     |      |
| 2     | DEF   | Evan N'Dicka     | 100' |
| 36    | MED   | Ansgar Knauff    |      |
| 8     | MED   | Djibril Sow      | 106' |
| 17    | MED   | Sebastian Rode   | 90'  |
| 10    | MED   | Filip Kostić     |      |
| 29    | MED   | Jesper Lindstrøm | 70'  |
| 15    | MED   | Daichi Kamada    |      |
| 19    | DEL   | Rafael Borré     |      |
| D. T. | D. T. | Oliver Glasner   |      |

| 1     | POR   | Allan McGregor           |      |
| 2     | DEF   | James Tavernier          |      |
| 6     | DEF   | Connor Goldson           |      |
| 3     | DEF   | Calvin Bassey            |      |
| 31    | DEF   | Borna Barišić            | 117' |
| 8     | MED   | Ryan Jack                | 74'  |
| 4     | MED   | John Lundstram           |      |
| 14    | MED   | Ryan Kent                |      |
| 23    | MED   | Scott Wright             | 74'  |
| 18    | MED   | Glen Kamara              | 91'  |
| 17    | DEL   | Joe Aribo                | 101' |
| D. T. | D. T. | Giovanni van Bronckhorst |      |

| 20 | MED | Makoto Hasebe     | 58'  |
| 23 | DEL | Jens Petter Hauge | 70'  |
| 6  | MED | Kristijan Jakić   | 90'  |
| 25 | DEF | Christopher Lenz  | 100' |
| 7  | MED | Ajdin Hrustic     | 106' |

| 10 | MED | Steven Davis        | 74'  |
| 30 | DEL | Fashion Sakala 117' | 74'  |
| 37 | MED | Scott Arfield       | 91'  |
| 19 | MED | James Sands         | 101' |
| 25 | DEL | Kemar Roofe         | 117' |
| 16 | MED | Aaron Ramsey        | 117' |

| 69' | Rafael Borré | 1:1 |

| 57' | Joe Aribo | 0:1 |

| Acierto de penal · Acierto de penal · Acierto de penal · Acierto de penal · Acierto de penal | Christopher Lenz Ajdin Hrustic Daichi Kamada Filip Kostić Rafael Borré | 1:1 2:2 3:3 4:3 5:4 |

| Acierto de penal · Acierto de penal · Acierto de penal · Fallo de penal · Acierto de penal | James Tavernier Steven Davis Scott Arfield Aaron Ramsey Kemar Roofe | 0:1 1:2 2:3 3:3 4:4 |

| 62' · 73' | Joe Aribo Scott Wright |

| Principal  | Slavko Vinčić   |
| Asistentes | Tomaž Klančnik  |
|            | Andraž Kovačič  |
| Cuarto     | Srđan Jovanović |

| VAR            | Pol van Boekel                 |
| Asistentes VAR | Jure Praprotnik                |
|                | Alejandro Hernández Hernández  |
|                | Roberto Díaz Pérez del Palomar |

|                    |     |     |
| Tiros              | 22  | 14  |
| Tiros a puerta     | 4   | 6   |
| Faltas             | 18  | 10  |
| Saques de esquina  | 11  | 2   |
| Fueras de juego    | 2   | 2   |
| Posesión del balón | 46% | 54% |

| Alineación inicial |

|                                        |
| Bandera de Alemania                    |
| Campeón Eintracht Frankfurt 2.º título |